# Siskiyou County
Siskiyou County är ett county i delstaten Kalifornien, USA. Den administrativa huvudorten (county seat) är Yreka.

## Namn
Ursprunget för namnet Siskiyou är inte fastställt. En möjlig förklaring är det är Chinookslang för "stubbsvanshäst". En annan variant säger att det kommer från "sex stenar" på franska och att Stephen Meek, en trapper för Hudson Bay Company, använde namnet för en passage över Klamath River nära Hornbrook.

## Geografi
Enligt United States Census Bureau så har countyt en total area på 16 439 km². 16 283 km² av den arean är land och 155 km² är vatten. Interstate 5 passerar genom countyt i nord-sydlig riktning.
I countyt finns stratovulkanen Mount Shasta, som är det näst högsta berget i Kaskadbergen. Även en del av Lava Beds nationalmonument ligger i countyt. 
Mer än 60 % av markarealen i Siskiyou County förvaltas av federala eller delstatliga myndigheter, däribland: United States Forest Service, Bureau of Land Management, United States Fish and Wildlife Service och California Department of Fish and Game.

## Tätorter och byar
- Yreka är en stad och administrativ huvudort med cirka 7 000 invånare.
- Dunsmuir är en stad med cirka 2 000 invånare.
- Montague är en ort med cirka 1 200 invånare.
- Carrick är en ort med cirka 930 invånare.

### Angränsande countyn
- Del Norte County, Kalifornien - väst
- Humboldt County, Kalifornien - sydväst
- Trinity County, Kalifornien - syd
- Shasta County, Kalifornien - syd
- Modoc County, Kalifornien - öst
- Klamath County, Oregon - nord
- Jackson County, Oregon - nord
- Josephine County, Oregon - nordväst